# Dalos Béla
Dalos Béla, Deutsch (Budapest, 1907. december 21. – Budapest, 1973. január 8.) orvos, belgyógyász, az orvostudományok kandidátusa (1968).

## Élete
Deutsch Ferenc (1881–1937) malomhivatalnok és Wertheimer Olga (1882–1946) könyvelő fia. Tanulmányait a Pázmány Péter Tudományegyetem orvosi karán végezte, ahol 1932-ben szerezte meg orvosi oklevelét. Egyetemi évei alatt Hári Pál mellett dolgozott az egyetem élet- és körvegytani tanszékén. 1932 és 1943 között a Pesti Izraelita Hitközség Szabolcs utcai Kórházának belosztályán volt segéd-, alorvos, majd tudományos munkatársorvos. 1945–1950-ben rendelőintézeti EKG-főorvos volt. 1950–1953-ban az Országos Vértranszfúziós Intézet főorvosaként az üzemi és fehérjekutató osztályt vezette. 1957 és 1972 között az Országos Frédéric Joliot-Curie Sugárbiológiai és Sugáregészségügyi Kutató Intézet tudományos osztályvezetője volt.
Kutatási területe a tartósított vér plazmáinak fehérjefrakciói, az ionizáló sugarak szérumfehérjékre gyakorolt hatása. Nevéhez fűződik a humán gamma-globulin és szérumalbumin üzemi előállításának a kidolgozása. Részt vett több tudományos társaság munkájában és nemzetközi konferenciákon előadásokat tartott.
Házastársa Koltai Ágnes volt, akit 1938-ban Budapesten vett nőül. Fia: Dalos Mihály.
A budapesti Farkasréti temetőben nyugszik.

## Főbb művei
- Über die angebliche Herabsetzung der Sauerstoffbindungsfähigkeit des Hämoglobins im Blute ihrer Mitz beraubter Tiere (Deutsche Biokemische Zeitschrift, 1933)
- Néhány adat a myeloma kórtanához (Budapesti Orvosi Újság, 1946)

## Díjai, elismerései
- Szocialista Hazáért Érdemrend